# Mary Howard
Pour les articles homonymes, voir Howard.
Ne pas confondre avec l'actrice américaine Mary Howard (1914-2009).
Mary Howard (née Mary Edgar le 27 décembre 1907 à Londres et morte le 2 mars 1991) était une romancière britannique spécialisée dans les romans d'amour. Elle a signé ses livres sous les pseudonymes de Mary Howard et Josephine Edgar.

### Sous le nom de Mary Howard
- Du feu sur la neige
- La fontaine aux chimères
- La maison des mensonges
- L'éternel recommencement
- Le reve de Franci
- Les locataires du dernier étage
- Plus près de toi...
- Pas de 4
- Romance indienne
- Trois sous de bonheur

### Sous le nom de Josephine Edgar
- Belle et le manoir
- La danseuse de flamenco
- La tour aux chimères
- Les rêves envolés